# Frederik Lodewijk Rutgers

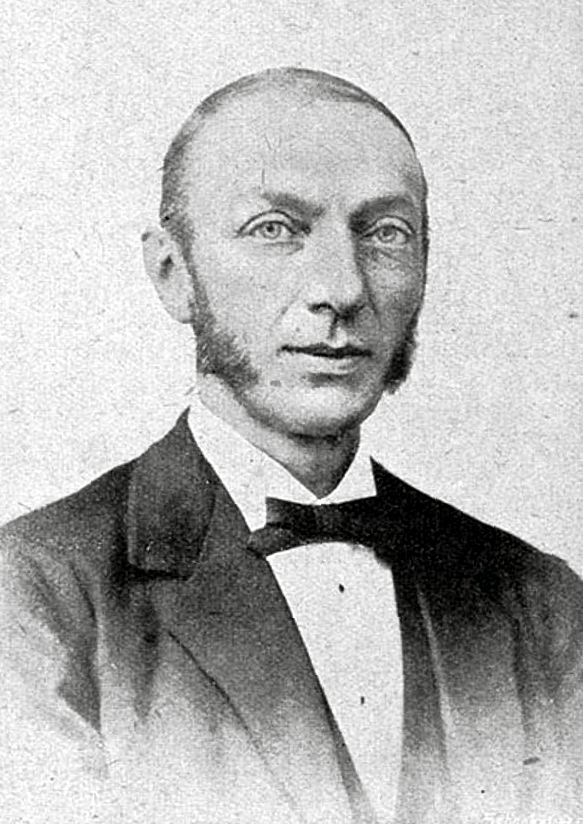
F.L. Rutgers, late 19th c.

Frederik Lodewijk Rutgers (Breede, 26 november 1836 – Amsterdam, 19 maart 1917) was een Nederlands gereformeerde theoloog en hoogleraar kerkgeschiedenis en kerkrecht aan de Vrije Universiteit Amsterdam.
Rutgers promoveerde aan de Rijksuniversiteit Leiden in 1860 op het proefschrift "Disquisitio de fundamento quo Iohanne auctore fidem sibi habendam niti voluerit Christus". Van 1879 tot 1910 was hij hoogleraar kerkgeschiedenis en kerkrecht aan de Vrije Universiteit Amsterdam. Tot vier keer toe was hij voor een jaar benoemd tot rector magnificus van de Vrije Universiteit Amsterdam in 1882, 1898, 1894 en 1906.

## Publicaties
- 1860. Disquisitio de fundamento quo Iohanne auctore fidem sibi habendam niti voluerit Christus. Proefschrift. Lugduni-Batavorum : Brill
- 1878. Vrije theologische studie, voorgestaan en verdedigd, van wege de Nederl. Hervormde predikanten-vereeniging. Utrecht : C. van Bentum
- 1881. Publiek vermaak : asterisken en artikelen over het ook destijds aan de orde zijnde vraagstuk. Met Abraham Kuyper. Amsterdam
- 1889. Acta van de Nederlandsche Synoden der zestiende eeuw. (red). Utrecht : Kemink.
- 1899. Calvijns invloed op de Reformatie in de Nederlanden, voor zooveel die door hemzelven is uitgeoefend. Leiden : D. Donner
- 1921-22. Kerkelijke adviezen. 2 delen. Kampen : Kok